# Hazel Kyrk
Hazel Kyrk fou una economista americana (19 de novembre del 1886 - 6 d'agost del 1957) nascuda a Ashley, Ohio.

## Biografia i trajectòria

### Infància i joventut
Va néixer l'any 1886 a Ashey, a l'estat d'Ohio. Fou la filla única d'Elmer Krik, carreter, i de Jane Kyrk, mestressa de casa.
Va anar a la Universitat Wesleyan d'Ohio del 1904 al 1906. Més endavant va rebre el doctorat en economia de la Universitat de Chicago. La seva dissertació va ser publicada l'any 1923 amb el títol "A Theory of Consumption" (traduït com "Teoria sobre el Consum").

### Carrera professional
Hazel Kyrk va treballar com a economista principal a l'oficina d'Economia Domèstica del Departament d'Agricultura dels Estats Units entre els anys 1938 i 1941. Mentre treballava allí, va ajudar a crear l'oficina de l'Estudi del Comportament dels Consumidors en les seves compres: en concret, va establir els patrons dels consumidors segons cinc regions diferents, cadascuna subdividida en entorn urbà, de poble i granges. L'estudi va determinar els preus de base per l'índex del cost de vida.
El 1943 fou nomenada presidenta del Comitè Assessor del Consumidor de l'Oficina de l'Administració de Preus. Va lluitar per millorar els estàndards de qualitat dels béns de consum.

### Mort
Va morir el 6 d'agost del 1957 a West Fover, Vermont.